# 해리 포터의 마법 물체 목록
이 문서는 해리 포터 시리즈의 다양한 마법 물체를 나열한 것이다.

## 의사 소통 수단
- 부엉이
- 패트로누스

## 죽음의 성물
죽음의 성물은 죽음을 다스리게하는 강력한 세개의 물체로, 딱총나무 지팡이, 부활의 돌, 투명망토로 이루어져 있으며, 이를 다 소유하면 죽음을 다스리게 된다고 전해진다.

## 탐지기
호그와트의 비밀지도- 시리우스 블랙, 제임스 포터, 리무스 루핀, 피터 페티그루- 가 만든 물건으로, 필치에게 빼앗겼었지만 위즐리 쌍둥이 형제들이 필치의 사무실을 뒤지다가 발견해 슬쩍했다. 해리가 3학년일 때 호그스미드에 가지 못하는 그를 위해 위즐리 쌍둥이 형제들이 해리에게 선물했다.
스니코스코프 - 주변에 믿을만하지 못한 사람이 있으면 소리와 빛을 통해 알려준다.
매드아이 무디의 눈알 - 360도로 돌아가기 때문에 뒤에 있는 것도 볼 수 있고, 물체 뒤에서 벌어지는 일도 볼 수 있다. 투명 망토도 보는 게 가능하다.

## 게임
마법사 체스 : 규칙은 일반 체스와 같다. 특이한 점은 체스말들에게 위치를 말을 하면 지정한 위치로 스스로 움직인다. 말을 딸 수 있을 때에는 움직여 상대편 말을 부순다. 대표 예는 해리 포터와 마법사의 돌에서 해리포터와 론 위즐리가 이 게임을 했었고, 또 영화 후반부에 대왕 마법사 체스도 하였다.
곱스톤 게임 : 구슬치기와 비슷한 마법사 게임. 점수를 잃으면 돌들이 상대팀 선수의 얼굴에 불쾌한 냄새가 나는 액체를 뿜는다.
퀴디치 : 마법사들의 세계에서 가장 인기 있는 스포츠 중 하나. 룰은 퀴디치 문서 참조.
폭탄 카드 쌓기 게임: 카드가 일정 시간이 지나면 터지기 때문에 빨리 쌓아야 하는 카드게임.

## 거울
호그와트에는 비밀이 많다. 교장인 덤블도어 교수도 모르는 방(필요의 방)이 나타나기도 한다.
소망의 거울 역시 호그와트에 숨겨져 있는 것이다. 이 거울은 보통의 거울과는 달리 자신의 모습을 그대로 비추는 것이 아니라 거울을 보고있는 사람의 소망을 보여주는 거울이다. 덤블도어는 행복한 사람은 소망의 거울에서 자신의 모습 그대로를 본다고 했다. 그것은 욕심이 없고 지금에 만족하는 긍정적인 상태라는 뜻이다.
해리의 경우 부모님과 함께 있는 자신의 모습을 보았고, 론은 퀴디치 우승컵과 기숙사 반장 등 관심을 한몸에 받고 있는 자신을 보았다. 덤블도어는 양말을 들고있는 자신을 보았다고 한다.덤블도어는 후에 이 거울을 치웠다. 마법사의 돌을 지키기 위하여 방에 가져다 놓은 것이었다. 1편에서 해리가 거울을 통해 퀴렐 교수보다 한발 앞서 마법사의 돌을 얻어냈다.

## 장난감
- 가게 이름 : 종코의 장난감 가게(Zonco's joke shop)
- 위즐리 형제의 신기한 장난감 가게(Weasleys' Wizarding Wheezes)
- 주인 : 종코, 프레드 위즐리&조지 위즐리
- 주소 : 호그스미드, 다이애건 앨리 93번지(Number 93. DiagonAlley.London)

### 늘어나는 귀
삼총사에게도 꽤 유용하게 쓰인 도구. 멀리있는 소리를 들키지 않고 엿들을 때 유용하다. 해리포터와 불사조기사단에서는 기사단의 회의내용을 알아내기 위해 사용했다.  또 해리포터와 혼혈왕자에서는 보진과 버크 가게에서 물건 수리를 맡기는 드레이코 말포이의 목소리를 들을 때 사용되었었다

### 사랑의 묘약
상대방에게 쓰면 사랑에 빠지게 만들 수 있는 도구이다.
사랑의 묘약 중 가장 강력한 것은 아모텐시아로 연기가 나선형으로 올라오며 자신이 좋아하는 상대의 냄새가 난다. 진주빛이다. 하지만 진정한 사랑을 하지 못한다.

### 먹을 수 있는 어둠의 표식
누구든지 아프게 만들 수 있는 도구이다. 위즐리 형제가 연 장난감 가게에서 파는 물품이다.

### 페루산 즉석 암흑가루
위즐리 쌍둥이가 직접 페루에서 수입해온다고 하는 가루. 위급할 때 뿌리고 도망갈 수 있는 일종의 연막탄과 비슷한 것이다.

### 피그미 퍼프
마법동물이자 마법사들의 인기 애완동물인 퍼프스켄을 품종개량 해서 만든 소형종이다. 작은 크기와 예쁜 색감 때문에 소녀들을 비롯한 여성 마법사들에게 인기가 많은 듯 하다. 해리포터와 혼혈왕자에서 지니 위즐리가 엄마를 졸라서 산다.

### 혓바닥 늘이기 토피
두들리 더즐리가 이것에 당했었고, 먹으면 혀가 늘어난다. 위즐리 형제가 개발했다.

### 카나리아 크림
이 크림을 먹으면 거대한 카나리아로 변하게 된다. 네빌 롱바텀이 한 번 변한 적이 있다. 이것 역시 위즐리 형제가 개발했다.

### 가짜 요술지팡이
보통 지팡이와 똑같이 생겼지만 휘두르면 다른 것으로 변하는 지팡이.
가짜 고무닭으로 변하는 가장 싼 지팡이부터 주인을 두들겨 패는 가장 비싼 것까지 종류가 다양하다.

### 꾀병용 과자세트
먹으면 코피가 나는 코피 누가부터 구역질 사탕, 기절 팬시등 꾀병을 부릴 수 있는 과자세트. 과자에 반쪽인 보라색 부분을 먹으면 꾀병효과가 멈춘다.

### 위즐리 형제의 도깨비불 폭죽
위즐리 쌍둥이의 발명품 중 최고라 손꼽는 발명품.
기절마법을 쓰면 불꽃이 더 타오르고 소멸마법을 쓰면 불꽃의 강도가 10배 정도 커지는 발명품이다.

### 휴대용 늪
악취 수액이 가득 담긴 늪이다.

### 자동 수정/잉크 충전 깃펜
틀린 글자를 스스로 고쳐주거나 잉크를 자동으로 채워준다. 시험 때 유용한 도구. 오랜기간 동안 사용할 수 록 성능이 떨어지며 맞춤법을 이상하게 고치기도 한다.

### 백일몽 마법
수업시간에 교수님들 몰래 기분 좋은 꿈을 꿀 수 있는 마법이다.

### 주먹 망원경
해리포터와 혼혈왕자에서 헤르미온느가 이것에 당해 눈이 시퍼렇게 멍들었다. 이 도구는 망원경을 쓴 사람의 눈을 주먹으로 가격하는 물건이다. 주먹 망원경 때문에 든 멍은 잘 사라지지 않는다. 위즐리 형제가 개발했다.

### 주먹 망원경의 멍 제거제
주먹 망원경 때문에 든 멍을 없애주는 약. 헤르미온느가 주먹 망원경 때문에 든 멍을 없애기 위해 썼다.

### 방어 모자
용서받지 못할 저주에는 효과가 없지만 간단한 저주 등은 막을 수 있는(튕겨내는)물건, 마법부에서 직원들을 위해 주문했다. 위즐리 형제가 개발했다. 원래 목적은 친구에게 시비를 건 뒤 주문이 튕겨 나갔을 때 친구의 똥먹은 듯한 얼굴을 구경하는 것이다. 용서받지 못할 저주는 막지 못한다.(친구가 임페리우스 저주,크루시아투스 저주나 아바다 케다브라 저주를 쓸 리가 없고, 친구가 죽음을 먹는 자가 아닌 이상.)여담으로 마법부에서 직원 보호를 위해 이 모자를 대량 주문하면서 위즐리 쌍둥이 형제는 망토, 장갑,등으로 분야를 넓히게 된다.

### 투영모자
투영모자를 쓰면 모자가 머리와 함께 보이지 않게 된다.

## 저장소
호그와트의 필요의 방(간절히 원하는 것을 생성해 주는 방)이 있으며, 호그와트 전투에서 빈센트 크레이브의 악마의 화염 때문에 파괴되었다고 전해진다.
마법사들의 금고인 그린고트가 있으며, 고블린들과 용이 지키고 있고, 지하로 가는 길에는 마법을 해제하는 폭포와 도둑을 떨어트리는 화물차, 고블린이 설계한 문(고블린 외에 다른 사람이 손대면 그 즉시 속으로 빨려들어간다.)등이 있어 약탈하기가 거의 불가능하다.(호그와트의 사냥터지기 해그리드는 호그와트 다음으로 가장 안전한 장소라고 한다.) 침입자는 대부분 10년에 한 번 확인한다고 한다.

## 교통 수단
어른 마법사들은 주로 순간이동 마법을 쓰고, 포트키를 이용하거나 플루 가루, 빗자루를 쓰기도 한다.

## 글쓰기 도구
주로 잉크와 깃펜을 쓴다. 요술지팡이로 마법을 써서 숙제를 하는 경우도 있으나, 교수들이 방지 마법을 건다.
속기 깃펜-리타 스키터가 썼던 깃펜이다.분량을 뻥튀기 시켜 헛소리를 채워버린다.
또한 쓰면 쓴 사람 살에 쓴 글 모양으로 상처가 나고 그 피를 잉크로 쓰는 깃펜도 있다. 이것은 엄브릿지가
학생들(특히 해리 포터)을 벌 줄때 사용했다.
커닝방지 깃펜-호그와트 학생들이 O.W.L 과 N.E.W.T시험을 칠때 특별히 사용하는 깃펜이다.
철자 깃펜-론 위즐리가 주로 사용했다. 적으면 저절로 맞춤법이 고쳐진다.

## 같이 보기
- 해리 포터
- 해리 포터의 등장인물 목록